# Lady Tacos de Canasta
Lady Tacos de Canasta (Villa de Etla, Oaxaca, 1983) es el nombre que se conoce a Marven, una muxe mexicana cocinera, vendedora de tacos de canasta y celebridad de internet. Se dio a conocer por redes sociales en la Marcha del Orgullo de 2016 en la Ciudad de México por la forma singular de vender sus productos. Tuvo un local de comidas en la colonia Narvarte llamado Usharu, entre 2020 y 2021. 

## Biografía
Nació en el estado de Oaxaca. Se identifica con el tercer género muxe. En su natal Villa de Etla trabajó durante su infancia con su abuela en la elaboración de tortillas. 

Habitante del sur de la Ciudad de México, es parte de una familia dedicada a la preparación y venta de tacos de canasta, una modalidad de taco vendida en México que se preparan y disponen dentro de una canasta y se trasladan, por lo general, en una bicicleta. La canasta con tacos se coloca en la parrilla de la misma. Marven ayudaba a su familia, aprendiendo el oficio desde pequeña. Trabaja vendiendo en las calles de la Ciudad de México con la canasta en una bicicleta como cientos de vendedores. Para que las personas se acercaran a comprarle, inventó un grito peculiar que remarca con su voz fuerte, "¡tacos, los tacos de canasta, taaacooos!".
Amigos de Marven la invitaron a la Marcha del Orgullo LGBTTI+ de 2016 en Paseo de la Reforma. Durante la manifestación Marven comenzó a vender tacos con el grito que había inventado. El video de Marven vendiendo tacos en un parabús fue subido a Twitter, volviéndose viral donde fue llamada "Lady Tacos de Canasta".
En adelante Marven se convirtió en una celebridad de internet. La ruta de venta de Lady Tacos de Canasta incluye la calle Francisco I. Madero en el Centro Histórico de la Ciudad de México, sitio donde comercializa sus tacos con frecuencia. Ha participado como invitada especial a marchas del orgullo subsecuentes. En 2019 participó en el capítulo "Canasta" de la serie Las crónicas del taco de Netflix.
Ha sido agredida por la policía de la Ciudad de México en tres ocasiones, en 2017, 2019 y en 2020.

## Filmografía

### Programas de televisión
- Las crónicas del taco (2019)

## Premios y reconocimientos
- 2020, James Beard Media Award por el capítulo "Canasta" de la serie Las crónicas del taco de Netflix.[9]